# Elektronische Patientenakte (Deutschland)
Die elektronische Patientenakte (kurz ePA) ist eine elektronische Gesundheitsakte, in der die individuelle Anamnese, Behandlungsdaten, Arztbriefe, Medikamente, Allergien und weitere Gesundheitsdaten der Krankenversicherten sektor- und fallübergreifend deutschlandweit einheitlich gespeichert werden können. Sie wurde seit 2003 im Rahmen der E-Health-Strategie vom Bundesgesundheitsministerium (BMG) erarbeitet. Für die Patienten selbst ist die ePA auf der Grundlage des Patientendatenschutzgesetzes (PDSG) vom 14. Oktober 2020 freiwillig. Sie ist seit 1. Januar 2021 (in Form der Version 2) für alle Versicherten in der gesetzlichen Krankenversicherung nutzbar.
Wenn nicht jeweils vom GKV-Versicherten widersprochen ist die elektronische Patientenakte seit dem 29. April 2025 in Form der Version 3.0 für alle gesetzlich Versicherten verfügbar: Im Januar und Februar 2025 wurden für jeden gesetzlich Krankenversicherten zeitnah automatisch von der jeweiligen Krankenkasse eine ePA Version 3.0 eingerichtet, sofern die jeweilige Person dem nicht bei ihrer Krankenkasse widersprochen hat, wobei der Widerspruch auch später jederzeit möglich ist und sodann eine bestehende ePA von der jeweiligen Krankenkasse unverzüglich zu löschen ist.

## Geschichte und gesetzlicher Hintergrund

### Beginn
Mit dem GKV-Modernisierungsgesetz vom 14. November 2003 erfolgte unter der damaligen 20sten Bundesregierung der gesetzliche Beschluss zur Einführung einer elektronischen Patientenakte (ePA) in Deutschland. In den Folgejahren wurde dann lange um eine konkrete Ausgestaltung solch einer umfangreichen digitalen Plattform gerungen.

### 2021 bis 2024
18 Jahre nach dem Beschluss zur Einführung einer ePA in Deutschland ist am 1. Januar 2021 die elektronische Patientenakte für alle Versicherten in Krankenkassen als „Version 1.0“ gestartet. Das bedeutete, gesetzlich Krankenversicherte hatten ab da an ihren Krankenkassen gegenüber einen Anspruch auf eine ePA und ein Recht darauf, dass ihre Ärzte ihre persönliche Akte befüllen. Für die Patienten selbst war sie freiwillig, eine Nutzung erfolgte nur nach Zustimmung der Patienten mittels Opt-in. Grundlage hierfür war das im Juli 2020 vom Bundestag verabschiedete Patientendatenschutzgesetz (PDSG). Am 1. Januar 2022 wurde mit der ePA Version 2.0 die nächste Stufe freigeschaltet.
Am 14. Dezember 2023 verabschiedete der Bundestag unter der nun 25. Bundesregierung das Gesetz zur Beschleunigung der Digitalisierung im Gesundheitswesen (Digital-Gesetz – DigiG), so dass im März 2024 dadurch weitgehende Änderungen zur elektronischen Patientenakte wirksam wurden. Dabei wurde aber gerade die darin enthaltene Rückstufung einzelner Sicherheitsanforderungen u. a. vom damaligen BfDI als kritisch eingeschätzt.

### Ab 2025

#### Version 3.0
Jeder gesetzlich Krankenversicherte soll gemäß dem Digital-Gesetz zum 15. Januar 2025 eine ePA mit dem Produktnamen ePA für alle bzw. der Bezeichnung ePA ab Version 3.0 erhalten, sofern er dem nicht bei seiner Krankenkasse widerspricht (Opt-out-Verfahren).

##### Akzeptanz
Laut einer Umfrage der Deutschen-Presse-Agentur Ende September 2024 wollten nur wenige der Versicherten von der Widerspruchsmöglichkeit Gebrauch machen. Eine um rund zwei Monate spätere Befragung des AOK-Bundesverbands von Ende November 2024 zeigte allerdings, dass zu dem Zeitpunkt doch etwa jeder fünfte, d. h. 21,3 Prozent, der Befragten von der Opt-out Möglichkeit Gebrauch machen wolle durch Widerspruch gegen das Anlegen der persönlichen Patientenakte.

##### ePA-3.0-Pilotphase

###### Sachstand im Januar 2025
In den Modellregionen Franken, Hamburg und Umland sowie in Teilen Nordrhein-Westfalens startete am 15. Januar 2025 in rund 300 Arzt- und Zahnarztpraxen, Apotheken und Krankenhäusern die Pilotphase für die ePA 3.0, welche vier Wochen dauern soll. Zu diesem Zeitpunkt werden nach Aussage der Gematik auch bereits für alle gesetzlich Versicherten in ganz Deutschland die Patientenakten bei den Krankenkassen angelegt, sofern kein jeweiliger Widerspruch dazu vorliegt. Verlaufen die Tests reibungslos, sollten der bundesweite Rollout und die Nutzung der Patientenakten durch Ärzte erfolgen. Als Starttermin hierfür war nach Informationen des Bundesministeriums für Gesundheit der 15. Februar 2025 angestrebt.

###### Sachstand im April 2025
- Laut Informationen des Bundesministeriums für Gesundheit von Anfang April 2025 wird die ePA ab dem zweiten Quartal 2025 auch außerhalb der Modellregionen getestet. Die breiter aufgesetzte Stufe der Tests ist für die Ärztinnen und Ärzte aber zunächst weiterhin noch freiwillig.[16]
- Zur gleichen Zeit heißt es dazu in einer Pressemitteilung der Bundesärztekammer ergänzend: Die Erfahrungen der ersten Nutzung der elektronischen Patientenakte (ePA) im Zuge der Erprobung in den drei Modellregionen haben zahlreiche technische Verbesserungsnotwendigkeiten offengelegt, sodass eine bundesweite verbindliche Einführung derzeit unvertretbar wäre.[17]
- Hinzu kommt gleichzeitig auch die Feststellung seitens Mitglieder des CCC, dass bisher keine der Forderungen zu besserer Sicherheit der ePA 3.0 des Chaos Computer Clubs an den verantwortlichen Stellen reflektiert worden sei und die Risiken von der Gematik schlichtweg akzeptiert würden.[17][18]

##### Übergangsphase Ende April bis Ende September 2025
Gemäß Weisung des BMG an die Gematik von Mitte April werden für eine Übergangsphase vom 29. April bis 30. September 2025 die zwei folgenden grundlegenden Änderungen gegenüber der bisherigen 2025er Testphase vorgegeben: Die ePA Funktionen werden ab dem 29. April bundesweit für alle Leistungserbringer nutzbar sein.
Ab dem 29. April wird keine integrierte Whitelist bzw. Positivliste bzgl. vertrauenswürdiger Leistungserbringer mehr vorhanden sein, wie sicherheitshalber in der Testphase bis zum 28. April 2025.

##### Regelbetrieb ab Oktober 2025
Gemäß Weisung des BMG an die Gematik von Mitte April
- wird ab dem 1. Oktober 2025 das Einspeisen der medizinischen Gesundheitsdaten in vorhandene ePAs für die niedergelassenen Mediziner sowie die Krankenhausärzte in Deutschland verpflichtend sein,[21][20]
- werden voraussichtlich ab dem 1. Januar 2026 dann Nichtbefüllungen durch Mediziner von vorhandenen ePAs sanktioniert werden,[20] d. h. wer als Leistungserbringer für GKV-Versicherte dann nicht mitmacht, soll zur Kasse gebeten werden.[20]

#### Versionen in Planung
Im Februar 2025 kündigte das Bundesministerium für Gesundheit an, dass folgende kommende Versionen geplant sind:
- Version 3.0.5  (Umsetzung Juli 2025) Diese Version dient vorrangig dazu, das System zu stabilisieren und zu optimieren. Darüber hinaus umfasst sie auch den TI-Messenger für die Kommunikation zwischen Leistungserbringenden und Patienten.

- Version 3.1.2  (Umsetzung März 2026)  Die Version enthält unter anderem die vollständige Umsetzung des digital gestützten Medikationsprozesses (dgMP) und damit auch den elektronischen Medikationsplan (eMP).

Dabei hält sich die Gematik ausdrücklich vor, ihre Roadmap beziehungsweise ihre weitere Projektplanung von kommenden Funktionsergänzungen jederzeit inhaltlich und terminlich abzuändern. Bislang ist eine Speicherung zum Beispiel auch von Röntgenbildern und Tomogrammen nicht vorgesehen.

## Kritik vor der Einführung
Kritiker befürchten, dass in der ePA eine Vielzahl persönlicher Gesundheitsdaten gesammelt werden, die potenziell missbraucht werden könnten. Die zentrale Speicherung der Daten birgt grundsätzlich auch das Risiko von Datenlecks und unberechtigtem Zugriff in deutschlandweitem Umfang.
Laut der Gematik habe der „Patient die volle Kontrolle über die Freigabe der Informationen in ihrer ePA“.
Diese Aussage ist jedoch irreführend, da diese Kontrolle nicht kryptografisch sichergestellt ist, sondern nur von der Sicherheit der Implementierung und der aktuellen Gesetzeslage abhängt.
Neben Datenschutzbedenken und Sicherheitsbedenken, wie u.a vom ehemaligen BfDI Ulrich Kelber im Jahr 2024 vorgebracht, bestehen mit Stand Dezember 2024 bzw. Januar 2025 weiterhin sehr große Unklarheiten, welche Eigenschaften die deutsche ePA in der Version 3.0 beinhaltet.
- Dabei betreffen die Unklarheiten auch weiterhin insbesondere Fragen der Haftung und des Datenschutzes, Fragen rund um die Unabhängigkeit der Ärzte und umfassende Einsicht in die Daten, Stichwort „Aushöhlung der ärztlichen Verschwiegenheitspflicht“,
- sowie ein jetzt hinzukommendes beschränktes Berechtigungsmanagement, so dass voraussichtlich z. B. selbst Mitarbeiter der Apotheken inklusive Versandapotheken umfassenden Zugriff auf die Inhalte der ePA 3.0 haben werden.[24]

Zu den von Kritikern bemängelten inhaltlichen und Bedienbarkeits-Aspekten zählen u. a., dass
in der ePA 3.0 zum Start Anfang 2025 keine Volltextsuche möglich ist, d. h. alle PDF-Dokumente müssten für eine Suche jeweils manuell gesichtet werden. Auch liegen die hinterlegten Daten zum Großteil als PDF-Dateien und nicht als auswertbare strukturierte Daten vor und es gibt dort keinerlei Dateien aus bildgebenden Verfahren. Die Hersteller von Patientenverwaltungssystemen (PVS) kritisieren zudem den im November 2024 erreichten Qualitätsstand der Software.
Die seitens des BMG angekündigten Forschungsvorteile durch die ePA-Daten werden laut Expertenmeinungen nicht realisierbar sein. Zudem stehen zahlreiche statistische Gesundheitsdaten für Aspekte der deutschen Krankenversorgungsplanung bereits heute an anderen Stellen zur Verfügung, u. a.
- seitens der Krankenkassen sowie der Wissenschaftlichen Institute der Krankenkassen,
- seitens des InEK, der Kassenärztlichen Vereinigungen (KVen) und der Deutschen Medizinischen Register sowie
- seitens des Statistischen Bundesamtes (Destatis)[27] bzw. dessen gbe-Internetseite zur Gesundheitsberichterstattung des Bundes[28] und des seit längerem bestehenden Forschungsdatenzentrums der Statistischen Ämter der Länder.[29]

Die Freie Ärzteschaft kritisiert darüber hinaus Anfang Dezember 2024 bekannt gewordene Pläne des Bundesgesundheitsministeriums, internationalen Konzernen wie u. a. den Big-Tech-Konzernen die Nutzung der Krankheitsdaten für kommerzielle Zwecke zu ermöglichen.
Patientenschützer sehen einen Tag vor dem Start keine Möglichkeiten, einzelne Dokumente nur bestimmten Ärzten zur Verfügung zu stellen, und fühlen sich getäuscht. Das ZDF heute journal berichtet, anders als die Tagesschau, dennoch abends das Gegenteil ohne Hinweis auf die ARD-Berichte.

## Bündnis Widerspruch gegen die elektronische Patientenakte
Im Jahr 2024 hat sich ein Bündnis Widerspruch gegen die elektronische Patientenakte gegründet, in der bisher (Stand Ende Juni 2025) 17 Vereine bzw. Organisationen zusammengeschlossen sind. Die Risiken seien bisher zu wenig bekannt, so dass die Ärzte, Zahnärzte, Psychotherapeuten und Datenschützer mit diesem Bündnis alle Bürger besser aufklären wollen. Sie zeigen auch Möglichkeiten, die digitale Datensammlung abzulehnen. Auf ihrer Homepage – widerspruch-epa.de – sind Widerspruchsgeneratoren zu finden, die Formschreiben zur Ablehnung an die Krankenkassen bereithalten. Die bisher formulierten Probleme sehen die Bündnismitglieder in den deutlichen Datenlücken, die in der Pilotphase durch Tests des Chaos Computer Clubs aufgedeckt wurden. Das zweite Risiko wird im Umgang mit den Daten gesehen, die gesetzlich zugelassen sind, beispielsweise durch den Zugriff von Pharmakonzernen auf die persönlichen Daten, wenn diese nicht anonymisiert werden.
Außerdem macht das Bündnis auch deutlich, dass jedermann auch eine teilweise Ablehnung vornehmen kann, beispielsweise gegen eine Risikosuche. Das muss der Versicherte seiner Krankenkasse schriftlich mitteilen, die dann die Teilfunktionen außer Betrieb setzt.

## Telematikinfrastruktur und Gematik
Die elektronische Patientenakte basiert auf der Telematikinfrastruktur (TI). Die Gematik trägt die Gesamtverantwortung für die Telematikinfrastruktur, die zentrale Plattform für digitale Anwendungen im deutschen Gesundheitswesen (vgl. § 306 SGB V). Mit der Definition und Durchsetzung verbindlicher Standards für Dienste, Komponenten und Anwendungen in der TI soll die Gematik gewährleisten, dass diese zentrale Infrastruktur sicher, leistungsfähig und nutzerfreundlich ist. Dabei finanzierte allein der GKV-Spitzenverband nach eigenen Angaben die Gematik in den Jahren zwischen 2008 und 2022 durch Zahlungen in Höhe von insgesamt 774,6 Millionen Euro. Laut der Gematik trägt zudem die PKV 7 Prozent der Finanzierung, gemessen an den GKV-Zahlen würde die Summe damit bei ca. 58 Millionen Euro liegen und die Gesamtsumme für 2008 bis 2022 läge bei rund 833 Millionen Euro.
Die Gematik betreibt ein Telematikinfrastruktur Dashboard (TI Dashboard), welches die Entwicklung sämtlicher Elemente der TI anzeigt. Am 7. Februar 2025 waren 69.895.552 ePA angelegt. Damit hat zu diesem Zeitpunkt jeder gesetzlich Versicherte, der bis dahin nicht widersprochen hat, eine elektronische Patientenakte. Ende November 2023 waren es lediglich 867.456 ePAs.

## Funktionalität
Die ePA wird von Ärzten im Behandlungskontext automatisch genutzt und eingebunden. Zusätzlich ist durch Integration der E-Rezepte eine Medikationsliste implementiert.
Ursprünglich ab Sommer 2025 geplant aber lt. der ePA-3.0-Pilotphase nun erst ab März des Jahres 2026 wird ein digitaler Medikationsprozess (dgMP) eingebunden und diese Daten werden dann, so weit in den Einstellungen der jeweiligen ePA freigegeben, auch für Forschungszwecke übermittelt. Laborbefunde sollten ab Anfang 2026 dazukommen, wobei sich auch das zeitlich weiter in die Zukunft verschiebt.
In die ePA für alle lassen sich unstrukturierte Daten wie PDF/A-Dokumente und strukturierte Daten in Form von medizinischen Informationsobjekten (FHIR) hochladen. Medizinische Informationsobjekte (MIO) sind kleine digitale Informationsbausteine, die universell einsetzbar und kombinierbar sind. Beispiele hier sind der Impfpass, das Zahnärztliche Bonusheft, der Mutterpass und das Kinder-Untersuchungsheft.

### Zugriff

#### Berechtigungsmanagement/Zugriffssteuerung
Die „ePA für alle“ bzw. die ePA ab Version 3.0 funktioniert auch ohne aktives Zutun der Versicherten. Ärzte können die ePA auch dann einsehen und aktualisieren, wenn der jeweilige Patient selbst nicht die zugehörige ePA-App installiert hat. Standardmäßig sind Dokumente in der ePA ab Version 3.0 für alle Ärzte sichtbar.
Das lässt sich jedoch durch ein Berechtigungssystem einschränken: Für jedes Dokument kann separat die Sichtbarkeit für alle Leistungserbringer deaktiviert werden. Darüber hinaus lässt sich eine Liste der Leistungserbringer pflegen. Hiermit kann der Zugriff einzelner Ärzte komplett verhindert werden. Zusätzlich kann so der Zugriff von Leistungserbringern befristet oder ein unbefristeter Zugriff ermöglicht werden. Es ist nicht möglich, ausgewählte Leistungserbringer nur für ausgewählte Dokumente zu berechtigen.

#### Patientinnen und Patienten
Versicherte können über eine von ihrer Krankenkasse zur Verfügung gestellte Smartphone-App (Android oder iOS) auf ihre ePA zugreifen oder über eine dafür eingerichtete Ombudsstelle der eigenen Krankenkasse. Ab Mitte 2025 soll auch der Zugriff über Desktop-Computer (Web-Zugriff) möglich sein. Mit Stand Februar 2025 stellen 94 der gesetzlichen Krankenkassen ihren Mitgliedern entsprechende Anwendungen zur Verfügung, wobei (noch) nicht alle die Version ePA-3.0 unterstützen.

#### Leistungserbringer
Allein die Versicherten selbst können den Zugriff auf ihre Patientenakten ermöglichen. Dies erfolgt durch das Einlesen der elektronischen Gesundheitskarte, wodurch die ePA für Ärzte für einen Zeitraum von 90 Tagen freigegeben wird. Es ist eine Institutionsberechtigung vorgesehen, d. h. berechtigt werden nicht nur Ärzte, sondern auch deren berufsmäßige Gehilfen.
Apotheken haben nach Abholen der Medikamente 3 Tage Zugriff auf die ePA. Sie können in der ePA schreibend auf die Medikationsliste und die elektronische Impfdokumentation zugreifen, auf andere Dokumente haben Apotheker lediglich lesenden Zugriff.
Patientinnen und Patienten können den Zugriff über eine ePA-App auch frühzeitig beenden oder verlängern.
Der Zugriff auf einzelne Dokumente kann über ein Berechtigungssystem weiter eingeschränkt werden. Hierzu kann pro Dokument die Sichtbarkeit des Dokuments für alle berechtigten Gesundheitspartner (Leistungserbringer) deaktiviert werden.
Die ePA zeichnet Vorgänge in einem Protokoll auf. Dabei unterscheidet die ePA die Protokollierung von Verwaltungsvorgängen und Vorgängen, die unmittelbar im Zusammenhang mit den medizinischen Daten stehen – das sogenannte Zugriffsprotokoll.

#### Krankenkassen
Krankenkassen dürfen auf die ePA zugreifen, um spezielle Services wie die Erinnerung an Vorsorgeuntersuchungen anzubieten. Dafür müssen sie aber von den Versicherten explizit berechtigt worden sein.

#### Strafverfolger und Geheimdienste
Ärzte unterliegen als Berufsgeheimnisträgern der Schweigepflicht. Gemäß § 97 der Strafprozessordnung (StPO) gilt ein Beschlagnahmeverbot für ärztliche Aufzeichnungen über Patienten, falls sich zu beschlagnahmende Gegenstände „im Gewahrsam der zur Verweigerung des Zeugnisses Berechtigten“ befinden. Da nicht Ärzte, sondern Patienten die elektronische Gesundheitskarte (eGK) besitzen, wurde das Gesetz zur Modernisierung der gesetzlichen Krankenversicherung (GKV-Modernisierungsgesetz – GMG) geändert: Die Daten besitzen an sich zeugnisverweigerungsberechtigte Ärzte. Sie unterliegen dem Beschlagnahmeschutz. Mit der eGK besitzen auch Patienten derartige Daten. Die Änderung des § 97 StPO sollte das Arzt-Patienten-Verhältnis schützen: Patienten müssen sicher sein können, dass eGK-Daten nur der Optimierung ihrer Behandlung dienen. Was für die eGK im Gesetz steht, gilt nicht für die ePA. Diese taucht in § 97 StPO nicht auf. Der Schutz der ePA vor dem Zugriff von Strafverfolgungsbehörden ist im Gesetz nicht vorgesehen.

### Befüllung
Die ePA wird Anfang 2025 für alle Patientinnen und Patienten eingerichtet, die nicht widersprochen haben. Sie steht dann leer zur Verfügung. Die Befüllung durch die Arztpraxen erfolgt aber erst, wenn die ePA sich in den Modellregionen in der Pilotphase Anfang 2025 in der Praxis bewährt hat.
Sie erfolgt mit Daten, die bei der aktuellen Behandlung erhoben werden und elektronisch vorliegen.
Die folgenden Daten müssen dann eingestellt werden:
- Befundberichte aus invasiven oder chirurgischen sowie aus nichtinvasiven oder konservativen diagnostischen und therapeutischen Maßnahmen
- Befunddaten aus bildgebender Diagnostik
- Laborbefunde
- E-Arztbriefe

Die folgenden Daten können dann eingestellt werden:
- Daten aus strukturierten Behandlungsprogrammen (DMP)
- eAU-Bescheinigungen (Patienten-Kopie)
- Daten zu Erklärungen zur Organ- und Gewebespende
- Vorsorgevollmachten und Patientenverfügungen
- elektronische Abschrift der vom Arzt oder Psychotherapeuten geführten Behandlungsdokumentation

## Forschung / ePA-Daten für Forschungszwecke
Ursprünglich sollten ab Mitte des Jahres 2025 auf Basis der ePA Version 3.0 aggregierte Daten wissenschaftlichen Instituten und Unternehmen, perspektivisch auch weltweit, für Forschungszwecke pseudonymisiert zur Verfügung gestellt werden können. Aufgrund verschiedener Probleme hat sich das allerdings zeitlich ins Jahr 2026 verschoben. Selbst mit globalen Unternehmen aus dem KI-Umfeld führte das deutsche Gesundheitsministerium (BMG) dazu bereits im Herbst 2024 erste Gespräche, um Trainingsdaten zur datengestützten Bekämpfung von Krankheiten wie Krebs generieren zu können.
Mitte des Jahres 2025 geben Experten allerdings weiterhin für den Bereich der KI in der Medizin und für den dortigen Einsatz von Sprachmodellen wie u. a. ChatGPT den sehr deutlichen Hinweis, dass bislang und bis auf weiteres KI-basierte Sprachmodelle teilweise „halluzinieren“, das heißt, sie erfinden demnach teils Informationen, die schlicht falsch sind oder für die es jedenfalls keine Belege gibt, ohne dies kenntlich zu machen.  Dabei klingen dortige Antworten oft so geschliffen, dass selbst Fachleute kritisch hinschauen müssen – deshalb: Solange klar ist, dass KI-Systeme keine medizinische Entscheidung treffen dürfen, können sie dazu beitragen, Gesundheitskompetenz des Einzelnen zu stärken, knappes medizinisches Fachpersonal zu entlasten und zunehmend partiell auch Diagnostik und Therapie zu optimieren. Dafür sind aber strenge Qualitätskontrollen notwendig, wobei es Mitte des Jahres 2025 für medizinische KI-Anwendungen in der EU zwar bereits regulatorische Hürden gibt, allerdings noch unzureichend, denn Werkzeuge für Diagnostik- oder Therapieempfehlungen müssten dafür zunächst vollumfänglich als Medizinprodukt zugelassen sein, was Standard-KIs wie ChatGPT und ähnliche bislang gänzlich schuldig bleiben bzw. ihnen deutlich fehlt. Vielversprechend könnten demnach auf längere Sicht hin zertifizierte und insbesondere sehr spezialisierte KI-Anwendungen sein, etwa zur Analyse von Röntgenbildern oder EKGs. Also dort, wo gezielte Algorithmen in enger und stets deutlich geprüfter Abstimmung mit ärztlicher Expertise eingesetzt werden.

### Bestimmte Versichertengruppen sind hier zu unterscheiden
Für den Bereich der ePA-Daten für Forschungszwecke sind mit Stand Juli 2025 folgende 3 Versichertengruppen zu unterscheiden:
1. Regelung für gesetzlich Krankenversicherte für Forschungszwecke: Mit Einführung der ePA Version 3.0 besteht für jeden ePA-Besitzer der (über die GKV) gesetzlich Krankenversichert ist die Standardvoreinstellung, dass die ePA-Daten der jeweiligen Person pseudonymisiert für Forschungszwecke an das Forschungsdatenzentrum Gesundheit (FDZ Gesundheit) am Bundesinstitut für Arzneimittel und Medizinprodukte (BfArM) ausgeleitet[55] werden und dort dann weiterverarbeitet werden können. Diese Einstellung ist laut Angaben der Gematik eine Opt-out-Funktion und kann deshalb grundsätzlich vom jeweiligen ePA-Besitzer in der entsprechenden EPA-APP manuell deaktiviert werden. Bei einer bestehenden ePA ist für die Deaktivierung der Forschungsdatenausleitung somit die aktive Nutzung der ePA-APP durch den jeweiligen Versicherten zwingende Voraussetzung.
2. Regelung für privat Krankenversicherte für Forschungszwecke: Für über die PKV Krankenversicherte gibt es keine Planungen, Daten ans Forschungsdatenzentrum Gesundheit auszuleiten.[56]
3. Regelung für Bundeswehrangehörige für Forschungszwecke: Bald sollen auch Soldaten der Bundeswehr eine elektronische Patientenakte (ePABw) erhalten, auch für diese Personengruppe gibt es keine Planungen, Daten an das Forschungsdatenzentrum Gesundheit auszuleiten.[56]

## Sicherheit

### Unerlaubte Online-Zugriffe auf die ePA
Die Gematik betont zwar, dass die in der ePA enthaltenen hochsensiblen Daten durch ein besonderes Sicherheitskonzept geschützt seien, allerdings bleiben auch mit Stand Mai/Juli 2025 noch deutliche Unwägbarkeiten und Unklarheiten bei der (Zugriffs-)Sicherheit der elektronischen Patientenakte, denn:
- Die von der Gematik beauftragte Überprüfung durch das Fraunhofer-Institut für Sichere Informationstechnologie (SIT) im September 2024 führte damals zur Einschätzung „Die Systemarchitektur ist insgesamt angemessen, lässt sich jedoch noch verbessern...“.[58] Der dieser Sicherheitsbetrachtung zugrundeliegende Abschlussbericht des SIT benennt insgesamt 21 Schwachstellen, von denen 4 als „hoch“ eingestuft werden.[59]
- Dass bei der Sicherheitsarchitektur der ePA die digitalen Schlüssel zur Verschlüsselung der Daten nicht beim Patienten liegen ist als problematisch anzusehen:[60] Somit sind ePAs damit technisch zugreifbar für Personen oder Institutionen mit Kontrolle über den Betreiber der Infrastruktur oder bei Softwareschwachstellen.
- Der Chaos Computer Club (CCC) schätzt die Sicherheit rund um die ePA-Daten aufgrund verschiedener eigener Sicherheits-Tests schon seit mehreren Jahren als lückenhaft und damit deutlich abweichender von der Gematik ein und hat das mehrfach mit ausführlichen Begründungen publik gemacht, so u. a. auch:

* Mit Stand 27. Dezember 2024: Bei seinem Kongress „38C3“ wurde das nochmals ausführlich in einem dortigen Vortrag begründet. Als direkte Reaktion darauf hat die Gematik am gleichen Tag mitgeteilt, dass sie bereits technische Lösungen zum Unterbinden der vom CCC aufgezeigten Angriffsszenarien konzipiert habe und dass sie diese bis zum Ende der ePA 3.0-Pilotphase umsetzen werde.
* Sowie weiterhin mit Stand im April 2025.
* Auch am 30. April 2025 bestehen lt. dem CCC und Sicherheitsforschern in der ePA weiterhin Sicherheitslücken. Dabei auch weiterhin die tiefgreifende Lücke, dass ohne im Besitz der Versichertenkarte zu sein, gezielt auf einzelne ePAs von außen zugegriffen werden kann: Nach Angaben des CCC liegt die Ursache dafür insbesondere darin, dass die Kryptographiefunktionen im Chip jeder Versichertenkarte nur unvollständig vom ePA-System genutzt werden.
- Der damalige Bundesgesundheitsminister Karl Lauterbach bestätigte am 30. April 2025 die Sicherheitsmängel,[66] wobei festzuhalten bleibt: Hätte er direkt Anfang 2024 die deutlichen Eingaben[67] des damaligen BfDI Ulrich Kelber berücksichtigt und somit im Sinne Kelbers der damaligen Herabsetzung der Sicherheitsstandards beim ePA-Authentifizierungsverfahren widersprochen, so gäbe es diese Authentifizierung-Sicherheitslücken des ePA-Systems in 2025 nicht.

### Ausfallzeiten als Risiko
Auch Mitte des Jahres 2025 bestehen weiterhin hohe Risiken in Bezug auf Ausfallzeiten des Systems und es gibt weiterhin massive Beschwerden von Ärzte- und Apothekerverbänden  über eine deutlich unzureichende Verfügbarkeit der Telematikinfrastruktur (TI) insbesondere bei der ePA, allerdings auch beim E-Rezept und bei der  eAU. Aus dem Zeitraum 29. April bis 9. Juli 2025 wurde demnach eine ePA-Verfügbarkeit von lediglich rund 96 Prozent errechnet. Zum Vergleich die Eigenschaften der BSI-Verfügbarkeitsklassen  lt. aktueller Definition des Bundesamts für Sicherheit in der Informationstechnik:
- Von „sehr hohe(r) Verfügbarkeit“, die in (anderen) kritischen Infrastrukturen als dafür notwendiger Standard angesehen werden, wird gpesprochen bei Verfügbarkeitsraten von größer gleich 99,9 Prozent.
- Die errechneten 96 Prozent sind dagegen sehr nah an den „95 Prozent und geringer“ der dortigen  Verfügbarkeitsklasse „keine gesicherte Verfügbarkeit“. Eine „Normale Verfügbarkeit“ wird gemäß dem BSI bei einer gesicherten Verfügbarkeit von 99 Prozent gesehen.